# Сосьниця (Західнопоморське воєводство)
Сосьниця (пол. Sośnica, нім. Herzberg) — село в Польщі, у гміні Вешхово Дравського повіту Західнопоморського воєводства.
Населення — 201 особа (2011).
У 1975-1998 роках село належало до Кошалінського воєводства.

## Демографія
Демографічна структура станом на 31 березня 2011 року:
|          | Загалом | Допрацездатний вік | Працездатний вік | Постпрацездатний вік |
| -------- | ------- | ------------------ | ---------------- | -------------------- |
| Чоловіки | 105     | 18                 | 74               | 13                   |
| Жінки    | 96      | 18                 | 53               | 25                   |
| Разом    | 201     | 36                 | 127              | 38                   |